# Vadstena-Akademien
Vadstena-Akademien, fullständigt namn Stiftelsen internationella Vadstena-Akademien, är en musikakademi, grundad 1964 av sångpedagogen Ingrid Maria Rappe (1915–1994). 

## Verksamhet
Akademiens uppgift är att bedriva kursverksamhet, framför allt i sång, och att framföra äldre och nyskrivna operor eller annan musikdramatik. De musikdramatiska föreställningarna ges årligen i Vadstena, vanligen på Vadstena slott och på Gamla teatern. I Vadstena-Akademiens regi bedrivs också forskning kring äldre musikdramatik, och många operor från barocken har där fått sin nypremiär. Sedan 2015 genomförs även vissa somrar såväl Kammarmusik-Akademi som Barock-Akademi för instrumentalister, liksom kurser i Romansinterpretation för sångare. Utbildning, i form av en avancerad praktik under somrarna, sker även i tillverkning och sömnad av teaterkostym, mask- och perukarbete, scenteknik, ljusteknik, scenisk eventproduktion samt marknadsföring och värdskap. 
Många är de sångare som sedan starten har tillbringat en eller flera somrar i Vadstena och bland de mer kända kan nämnas Britt-Marie Aruhn, Helena Döse,  Nina Stemme, Malena Ernman, Loa Falkman och Anne Sofie von Otter. 
Vadstena-Akademien är också en stor beställare av nyskriven svensk opera. Närmare ett fyrtiotal nya verk har uruppförts på någon av Vadstena-Akademiens scener. Nio av Vadstena-Akademiens operauppsättningar har sänts i Sveriges Television och över 35 i Sveriges Radio.

## Konstnärliga ledare
- Ingrid Maria Rappe (1964–1968)
- Arnold Östman (1969–1981)
- Torbjörn Lillieqvist (1982–1985)
- Per-Erik Öhrn (1986–1990)
- Clas Pehrsson (1990–1992)
- Anders Wiklund (1992–2001)
- Nils Spangenberg (2001–2024)
- Catarina Gnosspelius (2024–)